# Frances Manners, Duquesa de Rutland
Frances Helen Manners, Duquesa de Rutland (nascida Sweeny; Londres, 19 de junho de 1937 – 21 de janeiro de 2024), foi uma aristocrata e socialite britânica. Esposa de Charles Manners, 10.º Duque de Rutland, passou a ser conhecida como Duquesa Viúva de Rutland após a morte do marido em 1999.

## Infância
Nasceu a 19 de junho de 1937, na Beaumont House, uma casa de saúde na Marylebone Lane, em Londres, filha do golfista amador, socialite e empresário norte-americano Charles Francis Sweeny e da sua esposa, a debutante escocesa Margaret Whigham. A sua mãe havia sofrido oito abortos espontâneos e dado à luz uma filha natimorta antes do nascimento de Frances. Foi baptizada na Igreja Católica Romana a 21 de julho de 1937, no Oratório de Brompton. Teve um irmão mais novo, Brian Charles Sweeny (1940–2021).
Os seus pais divorciaram-se em 1947. A sua mãe casou, posteriormente, com o 11.º Duque de Argyll em 1951, divorciando-se dele em 1963. Frances e o irmão foram, em grande parte, criados pela cozinheira da mãe. Frequentou uma escola de aperfeiçoamento em Florença e Paris e foi aclamada como a "debutante do ano" em 1955.

## Casamento e descendência
A 15 de maio de 1958, casou com Charles Manners, 10.º Duque de Rutland, então considerado um dos mais cobiçados solteiros britânicos, numa cerimónia realizada em Caxton Hall. Envergava um vestido em organza rosa desenhado por Norman Hartnell. A sua mãe solicitara, sem sucesso, a anulação do casamento anterior do Duque junto do Vaticano. O casal teve quatro filhos:
- David Charles Robert Manners, 11.º Duque de Rutland (n. 8 de maio de 1959), casado com Emma Watkins, com descendência;
- Lorde Robert George Manners (18 de junho de 1961 – 28 de fevereiro de 1964);
- Helen Theresa Margaret Manners (n. 11 de novembro de 1962), casada com o Dr. John Chipman, com descendência;
- Lorde Edward John Francis Manners (n. 29 de maio de 1965), casado com Gabrielle Ross, com descendência.

Embora outrora próxima da mãe, a relação entre ambas deteriorou-se após a Duquesa de Argyll insistir para que a filha educasse os seus filhos na fé católica. Este conflito, aliado ao desconforto de Frances perante a atenção mediática em torno do divórcio da mãe, resultou num afastamento que durou cerca de duas décadas. Durante esse período, cruzavam-se frequentemente em eventos da sociedade londrina, quase sem se dirigirem a palavra. A reconciliação só ocorreu em 1991, dois anos antes da morte de Margaret.
Enquanto senhora do Castelo de Belvoir, uma propriedade com 350 divisões situada em Leicestershire, Frances supervisionou a recuperação dos jardins, que se encontravam negligenciados desde a Segunda Guerra Mundial. Dedicou-se também à criação de cavalos árabes.
A Duquesa enviuvou em 1999. Faleceu no Castelo de Belvoir a 21 de janeiro de 2024, aos 86 anos de idade.

## Na cultura popular
Frances é interpretada por Phoebe Farnham na minissérie dramática histórica A Very British Scandal, que retrata o divórcio da sua mãe do Duque de Argyll em 1963.